# Atopos
〈Atopos〉는 아이슬란드의 음악가 비요크의 노래이다. 2022년 9월 6일 10번째 정규 음반 《Fossora》의 리드 싱글로 발매됐다. 인도네시아의 음악 듀오 가베르 모두스 오페란디의 카시민과 함께 공동으로 작사·작곡하였으며, BBC 라디오 6 뮤직에서 처음으로 공개됐다.

## 발매
2022년 8월 19일, 비요크는 가디언과의 인터뷰를 통해 《Utopia》(2017)를 잇는 새 정규 음반 《Fossora》가 가을에 발매될 것이라고 밝혔다. 이어서 8월 24일에는 SNS를 통해 리드 싱글 〈Atopos〉의 발매 소식과 싱글 표지를 공개했다. 같은 해 9월 5일, 비요크는 SNS에 〈Atopos〉가 9월 6일 GMT 기준 오전 10시, BBC 라디오 6 뮤직에서 최초로 공개한다는 소식을 전했다.